# Lardier-et-Valença
Lardier-et-Valença est une commune française située dans le département des Hautes-Alpes en région Provence-Alpes-Côte d'Azur.

## Géographie
Lardier-et-Valença est proche de la vallée de la Durance, entre Barcillonnette et Tallard. Le village est accessible par la route départementale RD 19 depuis La Saulce, et par la RD 420 depuis Vitrolles. Le sud de la commune est traversé par le « canal EDF de Sisteron ».
| Vitrolles | Sigoyer            | Fouillouse |
| Vitrolles | Lardier-et-Valença | La Saulce  |
| Vitrolles | Curbans            | Curbans    |

### Relief

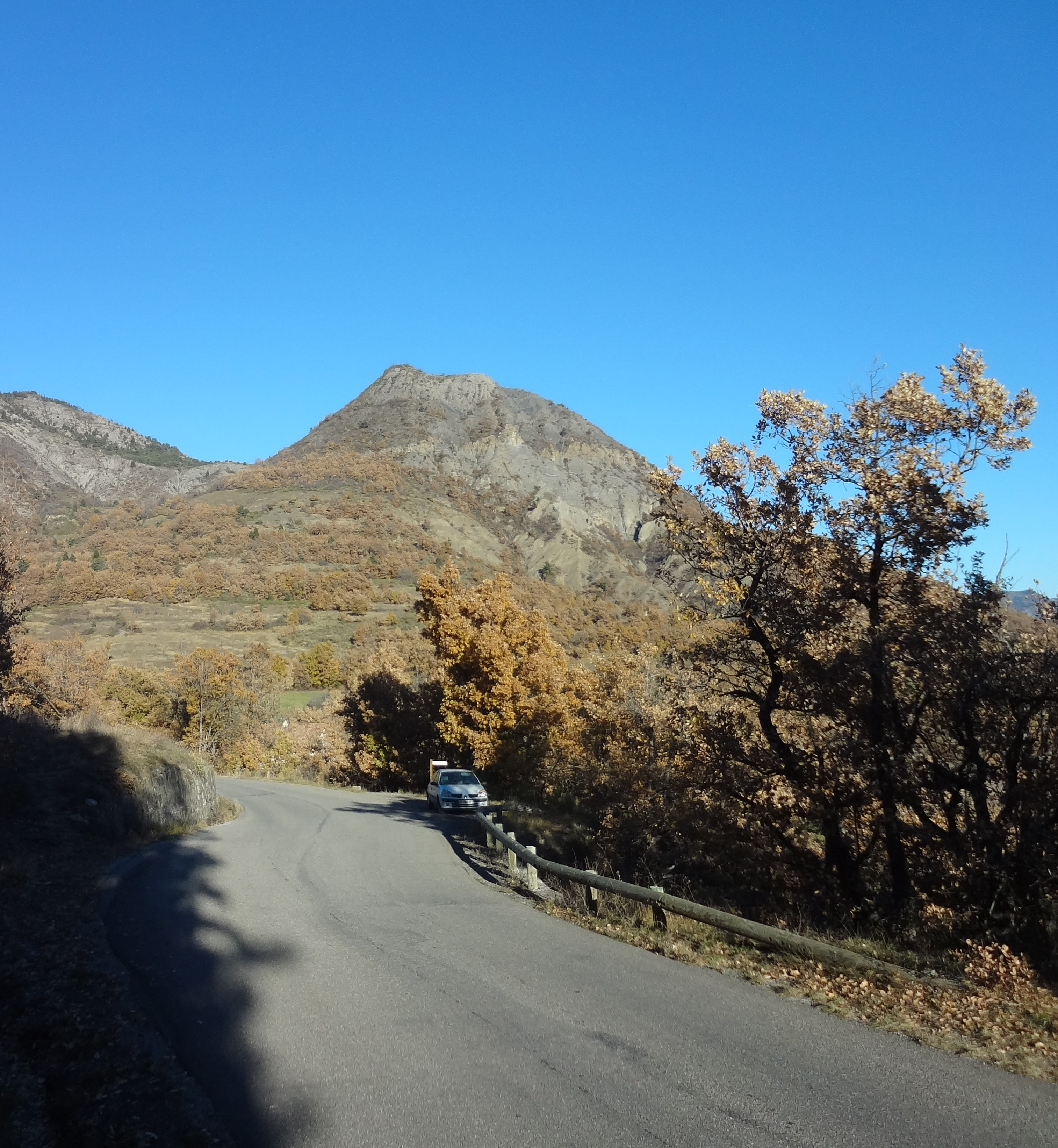
Sommet de Sainte-Croix, à 1053 m.

### Climat
Pour des articles plus généraux, voir Climat de Provence-Alpes-Côte d'Azur et Climat des Hautes-Alpes.
En 2010, le climat de la commune est de type climat méditerranéen altéré, selon une étude du Centre national de la recherche scientifique s'appuyant sur une série de données couvrant la période 1971-2000. En 2020, Météo-France publie une typologie des climats de la France métropolitaine dans laquelle la commune est exposée à un climat de montagne ou de marges de montagne et est dans la région climatique Alpes du sud, caractérisée par une pluviométrie annuelle de 850 à 1 000 mm, minimale en été.
Pour la période 1971-2000, la température annuelle moyenne est de 10 °C, avec une amplitude thermique annuelle de 17,8 °C. Le cumul annuel moyen de précipitations est de 915 mm, avec 7,5 jours de précipitations en janvier et 5,4 jours en juillet. Pour la période 1991-2020, la température moyenne annuelle observée sur la station météorologique de Météo-France la plus proche, « Tallard », sur la commune de Tallard à 7 km à vol d'oiseau, est de 11,3 °C et le cumul annuel moyen de précipitations est de 766,0 mm. 
La température maximale relevée sur cette station est de 40 °C, atteinte le 28 juin 2019 ; la température minimale est de −20,5 °C, atteinte le 13 janvier 1987,,.
Les paramètres climatiques de la commune ont été estimés pour le milieu du siècle (2041-2070) selon différents scénarios d'émission de gaz à effet de serre à partir des nouvelles projections climatiques de référence DRIAS-2020. Ils sont consultables sur un site dédié publié par Météo-France en novembre 2022.

## Urbanisme

### Typologie
Au 1er janvier 2024, Lardier-et-Valença est catégorisée commune rurale à habitat dispersé, selon la nouvelle grille communale de densité à 7 niveaux définie par l'Insee en 2022.
Elle est située hors unité urbaine. Par ailleurs la commune fait partie de l'aire d'attraction de Gap, dont elle est une commune de la couronne,. Cette aire, qui regroupe 73 communes, est catégorisée dans les aires de 50 000 à moins de 200 000 habitants,.

### Occupation des sols
L'occupation des sols de la commune, telle qu'elle ressort de la base de données européenne d’occupation biophysique des sols Corine Land Cover (CLC), est marquée par l'importance des territoires agricoles (49,9 % en 2018), en augmentation par rapport à 1990 (45,9 %). La répartition détaillée en 2018 est la suivante : 
zones agricoles hétérogènes (42,9 %), espaces ouverts, sans ou avec peu de végétation (19,5 %), forêts (16,1 %), milieux à végétation arbustive et/ou herbacée (13,2 %), cultures permanentes (6,9 %), zones industrielles ou commerciales et réseaux de communication (1,3 %), terres arables (0,1 %).
L'évolution de l’occupation des sols de la commune et de ses infrastructures peut être observée sur les différentes représentations cartographiques du territoire : la carte de Cassini (XVIIIe siècle), la carte d'état-major (1820-1866) et les cartes ou photos aériennes de l'IGN pour la période actuelle (1950 à aujourd'hui).

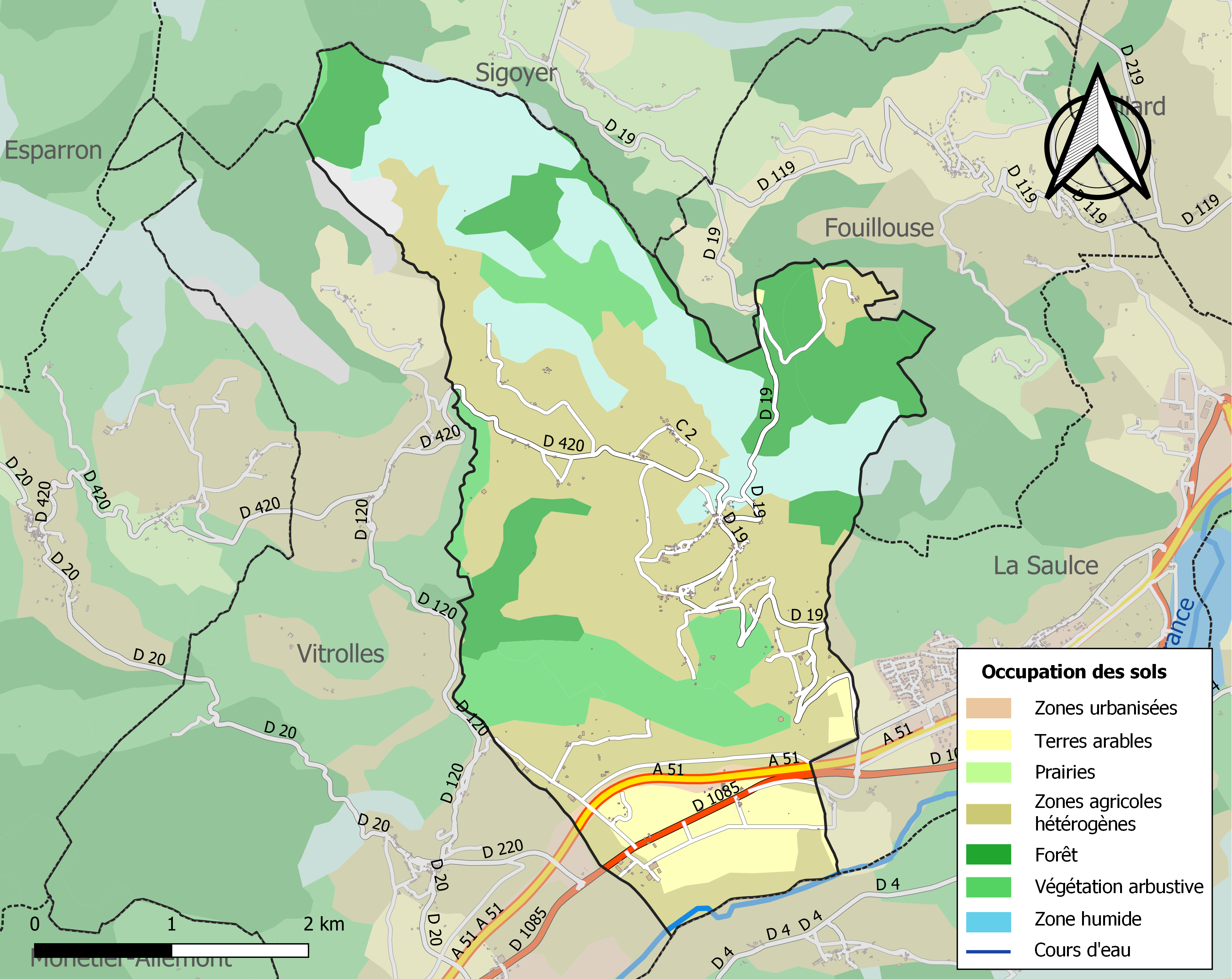
Carte de l'occupation des sols de la commune en 2018 (CLC).

## Toponymie
Lardier et Valença est issue de la fusion des villages de Lardier et Valença. Lardier e Valença en occitan.
Lardier : l’ancien village de Lardier était situé au lieu-dit « Vière » (qui signifie la « vue ») s’appela longtemps « la ville ».

Le nom de la localité est attesté sous les formes Larderiae en 1099, Castrum Larderii en 1152, Larderium en 1215, Lardier en 1493.
Son nom serait issu du verbe provençal ardre, une terre brûlée par le soleil, voire aride.
Valença : c'est un hameau, ancien domaine gallo romain de Valentius (valentis, Valens) sur les collines de la Durance.

Le nom de la localité est attesté sous la forme Valensanum en 1235 dans les archives des Bouches-du-Rhône.
Valença est la contraction de Valentis villa, la « Ferme de Valens ».

## Histoire

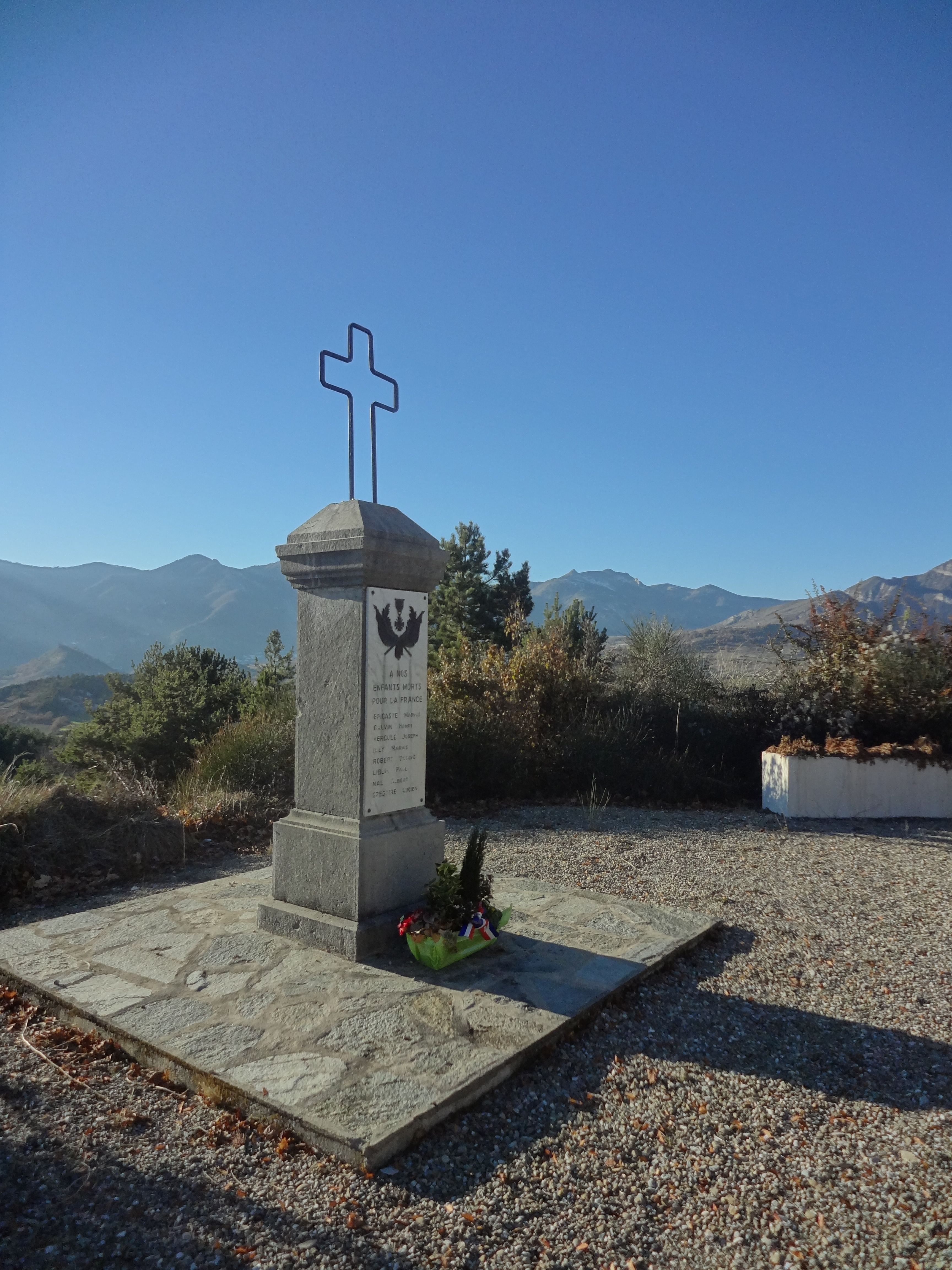
Monument aux morts.

## Politique et administration

### Liste des maires
| Période    | Période  | Identité       | Étiquette | Qualité                                    |
| ---------- | -------- | -------------- | --------- | ------------------------------------------ |
| avant 2005 | En cours | Rémi Costorier | SE        | Cadre supérieur, ancien conseiller général |

### Intercommunalité
Lardier-et-Valença fait partie : 
- de 1992 à 2016, de la communauté de communes de Tallard-Barcillonnette ;
- à partir du 1er janvier 2017, de la communauté d'agglomération Gap-Tallard-Durance.

## Démographie
L'évolution du nombre d'habitants est connue à travers les recensements de la population effectués dans la commune depuis 1793. Pour les communes de moins de 10 000 habitants, une enquête de recensement portant sur toute la population est réalisée tous les cinq ans, les populations de référence des années intermédiaires étant quant à elles estimées par interpolation ou extrapolation. Pour la commune, le premier recensement exhaustif entrant dans le cadre du nouveau dispositif a été réalisé en 2008.

En 2022, la commune comptait 371 habitants, en évolution de +12,77 % par rapport à 2016 (Hautes-Alpes : +0,4 %, France hors Mayotte : +2,11 %).
| 1793 | 1800 | 1806 | 1821 | 1831 | 1836 | 1841 | 1846 | 1851 |
| ---- | ---- | ---- | ---- | ---- | ---- | ---- | ---- | ---- |
| 525  | 481  | 521  | 518  | 559  | 536  | 557  | 558  | 525  |

| 1856 | 1861 | 1866 | 1872 | 1876 | 1881 | 1886 | 1891 | 1896 |
| ---- | ---- | ---- | ---- | ---- | ---- | ---- | ---- | ---- |
| 491  | 434  | 404  | 403  | 384  | 425  | 380  | 407  | 345  |

| 1901 | 1906 | 1911 | 1921 | 1926 | 1931 | 1936 | 1946 | 1954 |
| ---- | ---- | ---- | ---- | ---- | ---- | ---- | ---- | ---- |
| 323  | 308  | 353  | 248  | 229  | 216  | 207  | 198  | 157  |

| 1962 | 1968 | 1975 | 1982 | 1990 | 1999 | 2006 | 2008 | 2013 |
| ---- | ---- | ---- | ---- | ---- | ---- | ---- | ---- | ---- |
| 147  | 157  | 134  | 145  | 176  | 198  | 253  | 269  | 320  |

| 2018 | 2022 | - | - | - | - | - | - | - |
| ---- | ---- | - | - | - | - | - | - | - |
| 334  | 371  | - | - | - | - | - | - | - |

## Vie locale

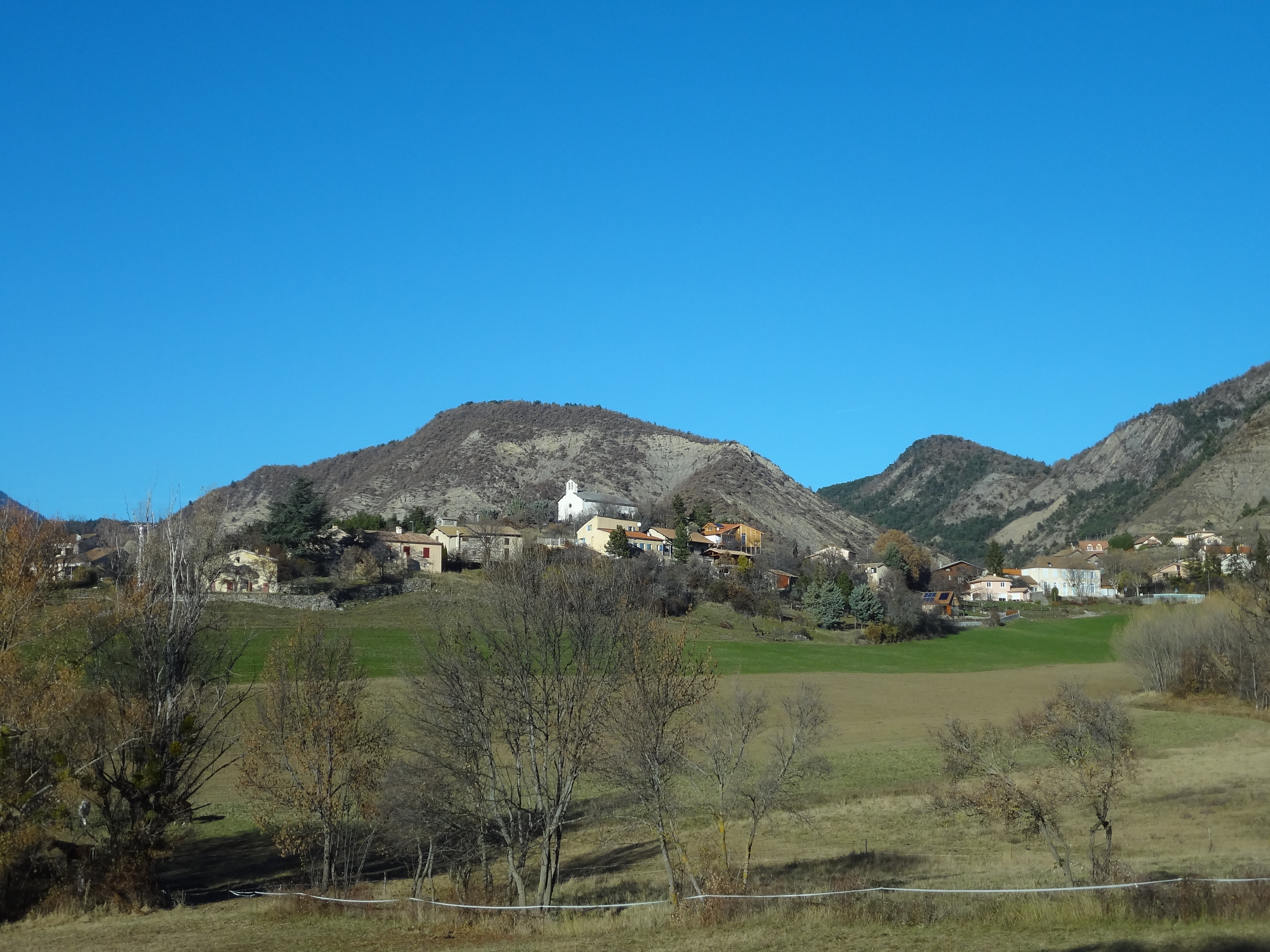
Le village.

### Enseignement
Lardie-et-Valença dépend de l'académie d'Aix-Marseille. Les élèves de la commune commencent leurs études à l'école primaire du village, composée de deux classes.

## Lieux et monuments
- Église Saint-Pierre du XIXe siècle.

## Personnalités liées à la commune
- Axel Kahn (1944-2021), scientifique, généticien, écrivain et marcheur passionné. Parrain du festival "A livres perchés" en septembre 2015.Il a évoqué la commune dans son livre "Chemins" (p. 233 à 239) - https://www.alpes-et-midi.fr/article/livres-perches

## Héraldique
| Blason de Lardier-et-Valença | Blason  | D'azur au lion d'argent armé, lampassé et allumé de gueules, à la bordure cousue du même. |
| Blason de Lardier-et-Valença | Détails | Le statut officiel du blason reste à déterminer.                                          |